# Saklıkent (Antalya)
Saklıkent, auch Saklı Kent (türkisch etwa „verborgene Stadt“) ist eine Yayla (Alm) etwa 60 km von Antalya entfernt.
Bei Saklıkent befindet sich mit dem  Saklikent Ski Center ein Skigebiet mit einigen Hotels und 5 Skiliften, davon ein Sessellift mit einer Länge von 1.400 m.  Es stehen 10 km Pisten zur Verfügung. Das zum Ort gehörende Wintersportgebiet liegt auf einer Höhe von 1.850 bis 2.547 m.